# Nguyễn Phúc Phúc Tường
Nguyễn Phúc Phúc Tường (chữ Hán: 阮福福祥; 8 tháng 7 năm 1841 – 20 tháng 3 năm 1865), phong hiệu Nghi Xuân Công chúa (宜春公主), là một công chúa con vua Minh Mạng nhà Nguyễn trong lịch sử Việt Nam.

## Tiểu sử
Công chúa Phúc Tường sinh ngày 20 tháng 5 (âm lịch) năm Tân Sửu (1841), là con gái thứ 64, đồng thời cũng là con gái út của vua Minh Mạng, mẹ là Tứ giai Huệ tần Trần Thị Huân. Công chúa chào đời sau khi vua cha mất, và là con út của bà Huệ tần.
Năm Tự Đức thứ 10 (1857), công chúa lấy chồng là Phò mã Đô úy Hoàng Tố, người Bình Định, là con trai của Tả quân Đô thống Hoàng Chiến. Công chúa và phò mã có với nhau một con trai và một con gái.
Năm Tự Đức thứ 18 (1865), Ất Sửu, ngày 23 tháng 2 (âm lịch), công chúa Phúc Tường mất, hưởng dương 25 tuổi, được truy tặng làm Nghi Xuân Công chúa (宜春公主), thụy là Uyển Phương (婉芳). Tẩm mộ của bà được táng tại Dương Xuân (nay thuộc địa phận của phường Thủy Xuân, Huế). Gần đó là tẩm của Kim Hương Công chúa Gia Tĩnh, con gái thứ 38 của vua Minh Mạng.